# Skyld (film fra 1985)
 For alternative betydninger, se Skyld. (Se også artikler, som begynder med Skyld)
Skyld er en dansk kortfilm fra 1985 instrueret af Jørn Faurschou.

## Handling
Historien foregår lige før Anden Verdenskrig. En kvinde har myrdet sin søn i protest mod krigen. Hun ofrer altså det dyrebareste, hun ejer, for at vise verden, at krigen er det modbydeligste af alt. Filmen viser, hvordan systemet ikke kan forstå hendes motiver og derfor finder det lettere at stemple hende som sindssyg. Krigen bryder ud, og hun dømmes til døden.